# Francisco Serrano Domínguez

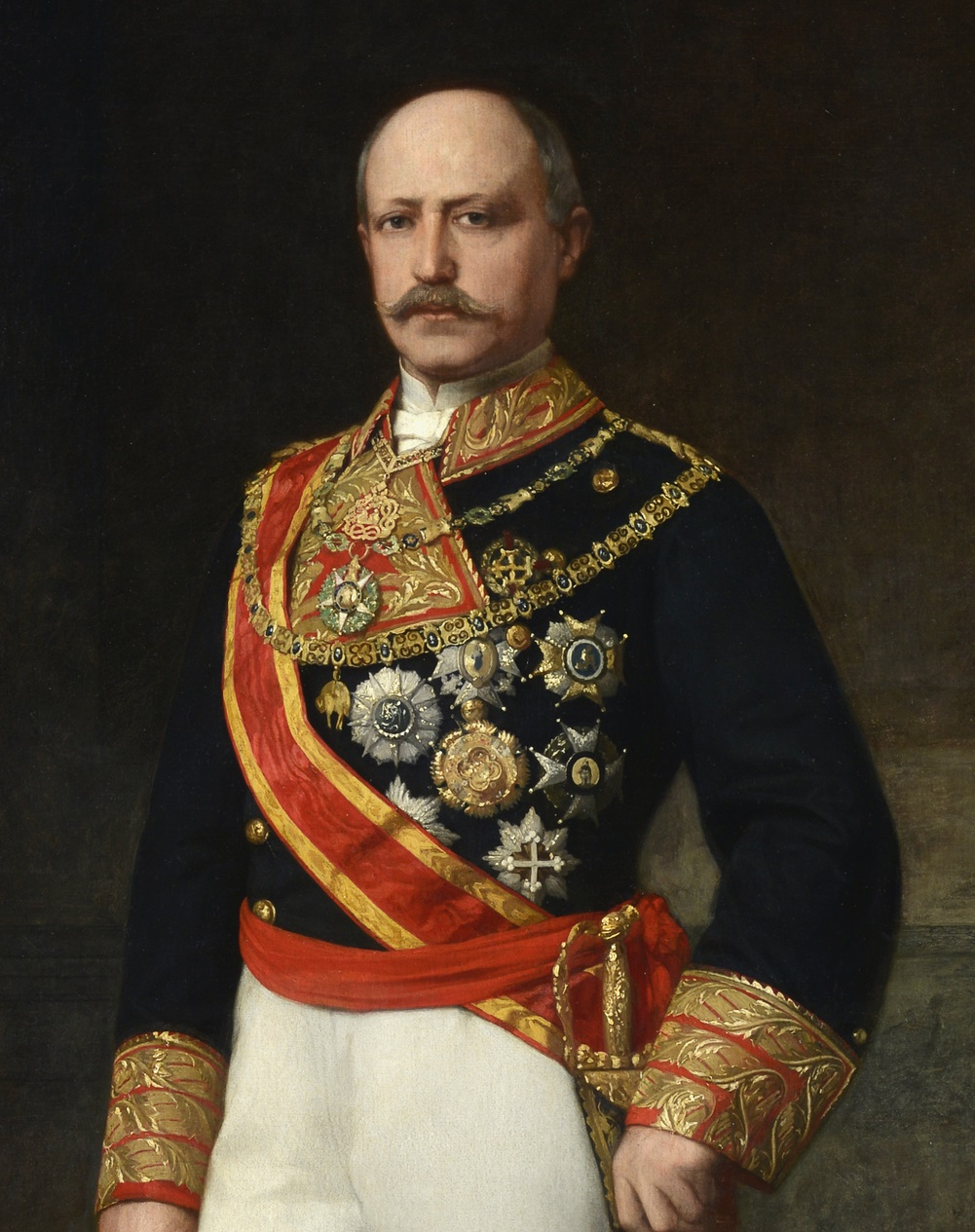
Francisco Serrano y Domínguez

Francisco Serrano y Domínguez (* 18. September 1810 in San Fernando; † 26. November 1885 in Madrid) war ein spanischer General und Politiker und seit 1861 Herzog de la Torre. Er war 1869/70 Regent von Spanien und 1874 nach einem Staatsstreich diktatorischer Präsident der Ersten Republik.

## Leben
Serrano wurde in San Fernando bei Cádiz als Sohn eines liberalen Generals geboren, der dort als Abgeordneter des Cortes von Cádiz wirkte. Serrano trat in das Militär ein und stieg im Ersten Carlistenkrieg dort schnell auf. Bereits 1840 war er General. Bereits 1839 hatte er sich der Politik zugewandt und war zunächst in der liberalen Tradition seines Vaters stehend Anhänger der Progressisten um Espartero, in dessen Regierung er Kriegsminister wurde. 1843 wandte er sich von Espartero ab und schloss sich einem Aufstand konservativer Generäle an, die Espartero schließlich stürzte. In der neuen Regierung unter López wurde er Kriegsminister.
Nach Einführung der Verfassung 1845 wurde er zum Senator ernannt. Sein attraktives Äußeres brachte ihm den Beinamen „El General Bonito“ (dt. Der hübsche General) ein und erwarb die Gunst der Königin Isabella II., deren Liebhaber er wurde. Dies erweckte den Neid anderer einflussreicher Männer in der spanischen Politik. Er wurde daher im Oktober 1847 durch seine Ernennung zum Generalkapitän von Granada aus Madrid entfernt.
Nachdem er Anfang 1852 zum Generaldirektor der Artillerie befördert worden war, wurde er wegen seines Anteils am Aufstand in Saragossa 1854, bei dem er sich kurzzeitig wieder mit Espartero verbündet hatte, für kurze Zeit verbannt. Anschließend schloss er sich der gemäßigten „Liberalen Union“ von Leopoldo O’Donnell an, der ihn zum Generalkapitän von Neukastilien beförderte. Serrano war bei der Niederwerfung der radikalen Progressisten im Juli 1856 tätig, wurde Generalkapitän der Armee und Botschafter in Paris.
1858 wurde Serrano Generalkapitän von Kuba und, nachdem er 1861 Santo Domingo für Spanien erwarb, zum Herzog de la Torre erhoben. 1862 kehrte er aus Kuba zurück und leitete bis März 1863 das Außenministerium.
Als 1865 O’Donnell erneut an die Spitze der Regierung trat, wurde Serrano Vorsitzender des Senates. Wegen seiner Verdienste um die Niederschlagung einer Militärerhebung in der San-Gil-Kaserne in Madrid am 22. Juni 1866 erhielt er den Orden vom Goldenen Vlies. Als er aber im Dezember 1866 als Oppositionsführer  der Königin eine Protestnote gegen die Verzögerung der Berufung der Cortes durch die vom Moderado (gemäßigten Liberalen) Narváez geführte Regierung überreichen sollte, wurde er verhaftet und auf die Balearen exiliert, jedoch nach wenigen Wochen wieder freigelassen.
Nach dem Tod O’Donnells 1867 wurde Serrano oberster Führer der Liberalen Union.  Im Juli 1868 wurde er als solcher wegen Teilnahme am Komplott, das zur Thronerhebung des Herzogs von Montpensier führen sollte, abermals verhaftet und auf die Kanarischen Inseln deportiert.
Beim Septemberaufstand 1868, der eine konstitutionelle Monarchie zum Ziel hatte, gehörte er (ungeachtet der früheren intimen Beziehungen zu Königin Isabella II.) neben Juan Prim und Juan Bautista Topete zu den Führern des Aufstandes. Er schlug die königstreuen Truppen unter dem General Manuel Pavía y Lacy am 28. September bei der Brücke von Alcolea, so dass der populäre Regierungsgegner General Prim nach Madrid einziehen konnte. Nach Vertreibung der Königin ging die oberste Leitung des Staats, da die Parteien sich über einen neuen König nicht einigen konnten, zunächst an Serrano über, welcher den Vorsitz des neugebildeten Kabinetts übernahm und Ehrenpräsident der Zentraljunta wurde.
Nach den Wahlen zu den Cortes im Januar 1869 übernahm der Führer der siegreichen Progressistischen Partei, General Prim, die politische Führung des Landes. Serrano wurde auf dessen Bestreben am 16. Juni 1869 zum Regenten mit dem Titel Hoheit erwählt. Trotz des prestigereichen Titels war damit nur eingeschränkter politischer Einfluss verbunden, denn die Regierungsgeschäfte übernahm nun Prim.
Serrano behielt die Regentenwürde bis zum Regierungsantritt des Königs Amadeus von Savoyen, der nach langwieriger Suche und ursprünglicher Ablehnung bei einer breiten Mehrheit in den Cortes einwilligte. Als Oberbefehlshaber gegen den Carlistenaufstand im Mai 1872 beendete er denselben scheinbar durch die Konvention von Amorebieta, wurde dann Ministerpräsident, trat aber wieder zurück, als der König seinen Plan eines absolutistischen Staatsstreichs nicht billigte.
Als der Präsident Emilio Castelar in den Cortes der 1873 ausgerufenen Ersten Republik ohne Mehrheit blieb, machte ein Staatsstreich des Generalkapitäns von Madrid, Manuel Pavía, am 4. Januar 1874 Serrano zum Präsidenten. Dieser löste die Cortes auf und regierte de facto diktatorisch. Er führte den noch immer andauernden Krieg gegen die Carlisten ohne entscheidende Erfolge. Am 29. Dezember 1874 putschte General Arsenio Martínez-Campos in Sagunto erfolgreich und bewirkte die Restauration der Monarchie, in deren Folge im Januar 1875 der Sohn Isabellas II., Alfons XII., zum König gekrönt wurde.
1882 stellte sich Serrano an die Spitze der Partei der dynastischen Linken, wurde unter der Regierung von José de Posada Herrera im November 1883 als Botschafter nach Paris geschickt, nahm aber nach dessen Rücktritt im Februar 1884 seine Entlassung an. Er starb am 26. November 1885 in Madrid.